# Gentiana calycosa
Gentiana calycosa es una especie de planta herbácea perennifolia perteneciente a la familia de las gentianáceas, conocidas en inglés con el nombre común de  "Rainier pleated gentian". Es originaria de las regiones montañosas de mediana altura del oeste de los Estados Unidos y Canadá desde Sierra Nevada de California a la Cordillera de las Cascadas.

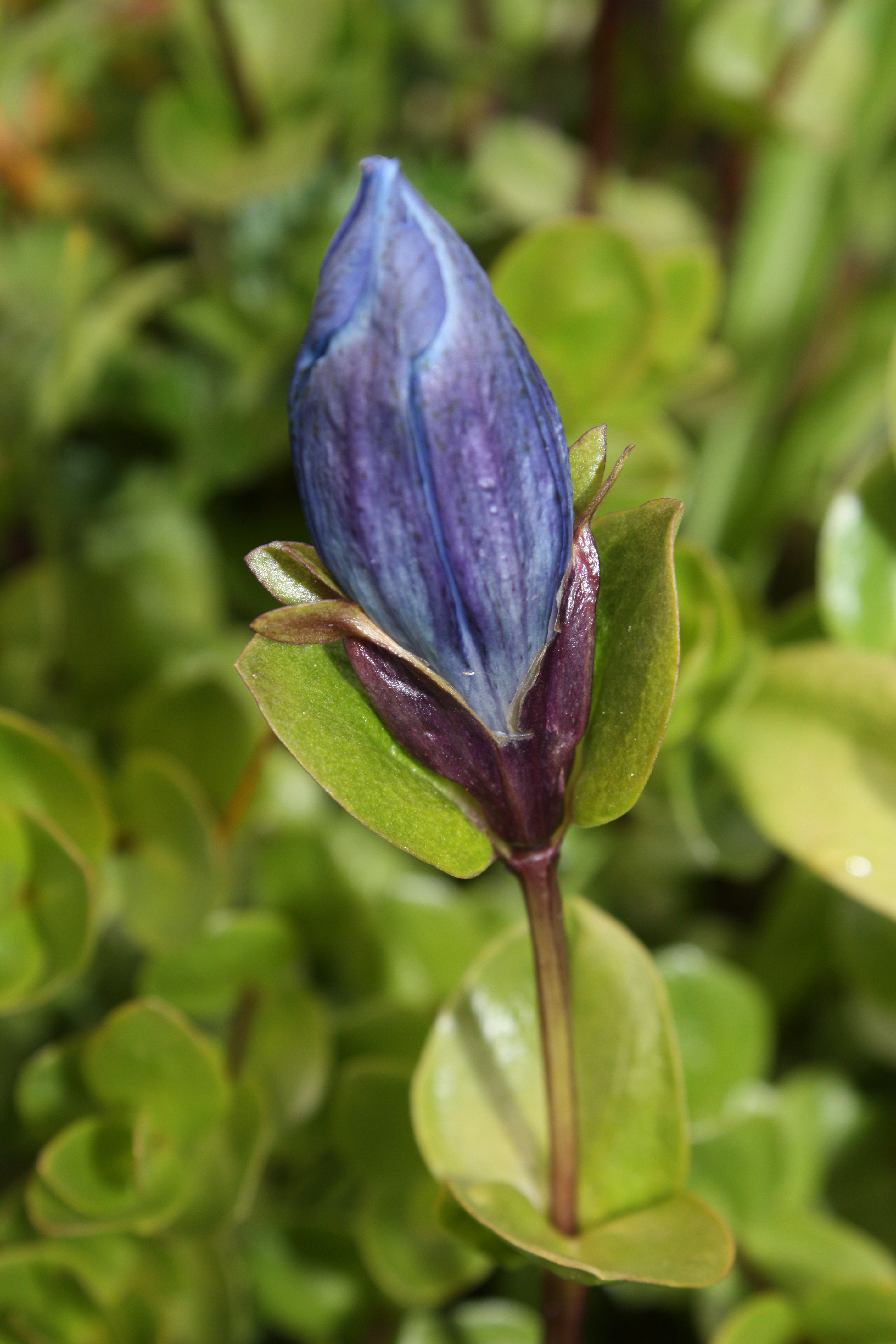
Detalle de la planta

## Descripción
La flor se abre en forma de embudo o taza formado por cinco pétalos de 3 a 5 centímetros de ancho, en tonos de color azul oscuro a púrpura. La planta tiene hojas resistentes, gruesas de color verde . Al igual que otros gencianas , G. calycosa es una flor silvestre de montaña a

## Taxonomía
Gentiana calycosa fue descrita por August Grisebach y publicado en Flora Boreali-Americana 2(8): 58–59, pl. 146. 1837.
Etimología
Gentiana: Según Plinio el Viejo y Dioscórides, su nombre deriva del de Gentio, rey de Iliria en el siglo II a. C., a quien se atribuía el descubrimiento del valor curativo de la Gentiana lutea.
calycosa: epíteto latíno que significa "con un cáliz notable".
Sinonimia
- Dasystephana calycosa (Griseb.) Rydb.'
- Dasystephana monticola (Rydb.) Rydb.
- Dasystephana obtusiloba Rydb.
- Gentiana obtusiloba (Rydb.) Hultén
- Pneumonanthe calycosa (Griseb.) Greene[5]